# 122 a.C.

## Eventos
- Cneu Domício Enobarbo e Caio Fânio Estrabão, cônsules romanos.
- Continua a conquista da Gália Transalpina, iniciada em 124 a.C.:
  - Cneu Domício Enobarbo luta contra os alóbroges e ajuda a estabelecer a Gália Narbonense;
- O senado romando autorizam Marco Fúlvio Flaco e Caio Graco a fundarem uma nova colônia ao sul do Mediterrâneo, a Colônia Junônia.

## Mortes
- Liu An, príncipe de Huainan e seu irmão Liu Ci foram acusados de traição e cometeram suicídio.[1]